# Cuphea watsoniana
Cuphea watsoniana är en fackelblomsväxtart som beskrevs av Emil Bernhard Koehne. Cuphea watsoniana ingår i släktet blossblommor, och familjen fackelblomsväxter. Inga underarter finns listade i Catalogue of Life.